# Maxillaria boliviensis
Maxillaria boliviensis är en orkidéart som beskrevs av Rudolf Schlechter. Maxillaria boliviensis ingår i släktet Maxillaria och familjen orkidéer.
Artens utbredningsområde är Bolivia. Inga underarter finns listade i Catalogue of Life.